# Gare du Luc-et-Le Cannet
Gare du Luc-et-Le Cannet vasútállomás Franciaországban, Le Cannet-des-Maures településen.

## Vasútvonalak
Az állomást az alábbi vasútvonalak érintik:
- Marseille–Ventimiglia-vasútvonal

## Kapcsolódó állomások
A vasútállomáshoz az alábbi állomások vannak a legközelebb:
- Gare de Vidauban
- Gare de Gonfaron